# Timothy Thatcher
Timothy Moura est un catcheur américain (né le 17 mars 1983). Il est connu pour travaillé à la World Wrestling Entertainment dans la division NXT  sous le nom de Timothy Thatcher.

## Carrière de catcheur

### Westside Xtreme Wrestling (2013-2019)
Le 8 octobre 2017, lui et Walter, remportent un tournoi en battant Massive Product (David Starr et Jurn Simmons) et remportent par la même occasion les titres par équipe de la wXw.
Lors de 19th Anniversary, il perd son titre[Lequel ?] contre Bobby Gunns dans un Four Way Match qui comprenaient également David Starr et Ilja Dragunov.

### EVOLVE (2014–2019)
Lors d'EVOLVE 45, il devient double champion lorsqu'il bat Drew Galloway pour remporter le Evolve Championship et le Open the Freedom Gate Championship.

### World Wrestling Entertainment (2020-2022)

#### NXTet départ (2020-2022)
Le 2 février 2020, il est rapporté qu'il a signé un contrat de développement avec la World Wrestling Entertainment.
Il fait ses débuts le 15 avril à NXT en étant révélé comme le partenaire de Matt Riddle, remplaçant Pete Dunne (qui ne peut pas voyager à cause de la pandémie de COVID-19), ils défendent ensuite avec succès les NXT Tag Team Championship contre The Undisputed Era (Bobby Fish et Roderick Strong). Thatcher ne sera pourtant pas reconnu comme champion par équipe,. Ils perdent cependant les titres le 13 mai contre Imperium (Fabian Aichner et Marcel Barthel) après qu'il est abandonné Riddle pendant le match, effectuant par la même occasion un Heel Turn.
Le 22 août lors de NXT Takeover XXX, il perd contre Finn Bálor.  
À la suite de cela, Thatcher commence à apparaitre lors de segments au cours desquels il instruits des talents du Performance Center à l'art de la soumission.
Lors de NXT TakeOver: War Games, il perd contre Tommaso Ciampa.
Le 5 janvier 2022, il est renvoyé par la WWE.

### Pro Wrestling NOAH (2022-...)

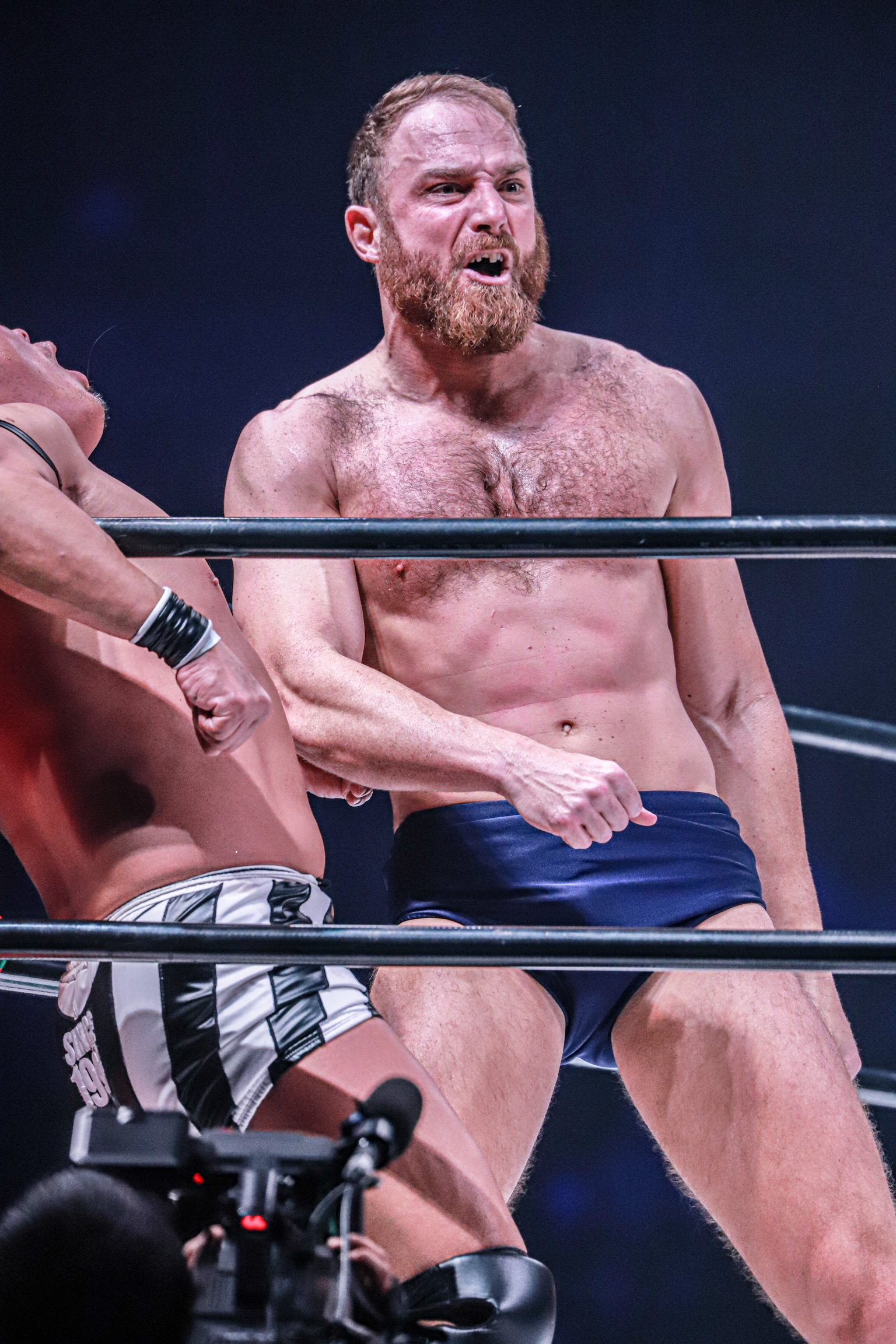
Thatcher le 22 janvier 2023, lors de The Great Muta Final "Bye-Bye"

Lors de Destination 2022, lui et Hideki Suzuki battent Masa Kitamiya et Yoshiki Inamura et remportent les vacants GHC Tag Team Championship. Le 25 septembre, ils perdent les titres contre Takashi Sugiura et Satoshi Kojima.
Lors de Global Honored Crown, il perd contre Kaito Kiyomiya et ne remporte pas le GHC Heavyweight Championship.
Lors de Majestic 2023, lui et Saxon Huxley battent Takashi Sugiura et Shuhei Taniguchi et remportent les GHC Tag Team Championship.

## Palmarès
- All Pro Wrestling
  - 2 fois APW Universal Heavyweight Championship
  - 2 fois APW Worldwide Internet Championship

- Championship Wrestling from Hollywood
  - 1 fois CWFH Heritage Tag Team Championship avec Drew Gulak
  - 1 fois UWN Tag Team Championship avec Drew Gulak

- Dramatic Dream Team
  - 1 fois Ironman Heavymetalweight Championship

- Evolve Wrestling
  - 1 fois Evolve Championship
  - 1 fois Open the Freedom Gate Championship
  - Style Battle Tournament (2014)

- Pacific Northwest Wrestling
  - 1 fois Pacific Northwest Light Heavyweight Championship

- Pro Wrestling Bushido
  - 1 fois PWB Heavyweight Championship

- Pro Wrestling NOAH
  - 2 fois GHC Tag Team Championship avec Hideki Suzuki (1) et Saxon Huxley (1)

- Supreme Pro Wrestling
  - 1 fois SPW Heavyweight Championship
  - 1 fois SPW Extreme Championship
  - 1 fois SPW Tag Team Championship avec Drake Frost

- Westside Xtreme Wrestling
  - 1 fois wXw Unified World Wrestling Championship
  - 1 fois wXw World Tag Team Championship avec Walter
  - Ambition 9 (2018)
  - Road to 16 Carat Gold Tournament (2016)
  - World Tag Team League (2017) avec Walter
  - Shortcut to the Top (2019)

- Wrestling Cares Association
  - 1 fois WCA Golden State Tag Team Championship avec Oliver John

## Récompenses des magazines
- Pro Wrestling Illustrated

| Année | 2012 | 2013       | 2014 | 2015 | 2016 | 2017 | 2018 | 2019 | 2020 | 2021 | 2022       | 2023 | 2024 |
| ----- | ---- | ---------- | ---- | ---- | ---- | ---- | ---- | ---- | ---- | ---- | ---------- | ---- | ---- |
| Rang  | 393  | Non classé | 372  | 300  | 71   | 99   | 131  | 230  | 116  | 202  | Non classé | 265  | 213  |